# 잊혀진 계절 (노래)
〈잊혀진 계절〉은 1982년 발표된 가요로, 가수 이용이 불렀다.

## 기타
- 1984년 이 노래의 제목과 동명인 영화가 제작되었으며, 주인공으로 이용이 출연하고, 이혜숙, 손창호와 공연하기도 했다.

## 같이 보기
- 《잊혀진 계절》(1984년)